# Kopf-Zwergginster
Der Kopf-Zwergginster oder Kopf-Geißklee (Cytisus supinus) ist eine Pflanzenart aus der Gattung Geißklee (Cytisus) in der Unterfamilie Schmetterlingsblütler (Faboideae). Dieser Zwergstrauch hat zwei Blühphasen (Frühling und Sommer) und ist durch seinen Gehalt an Alkaloiden giftig.

## Beschreibung

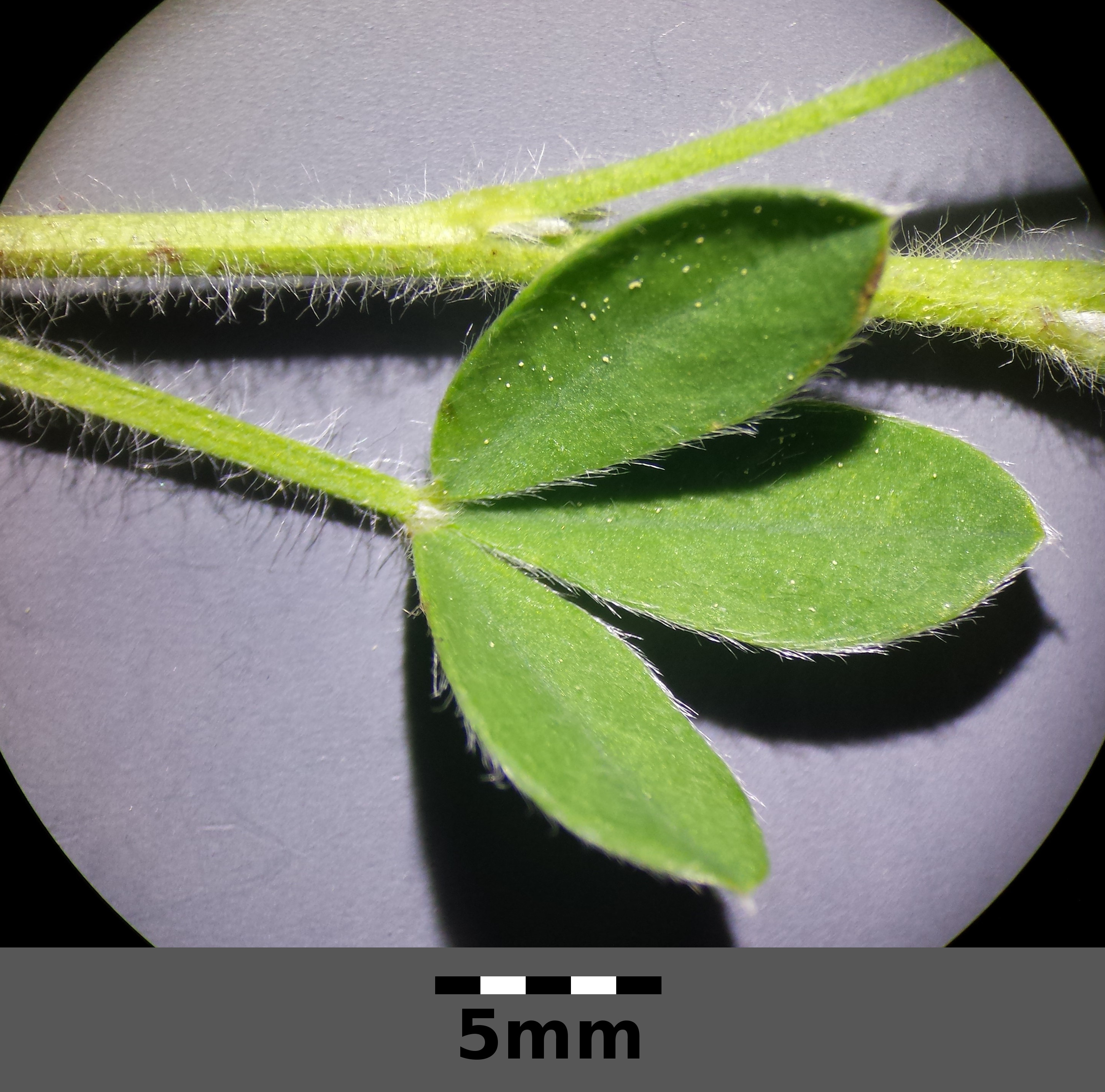
Gestieltes, behaartes Laubblatt

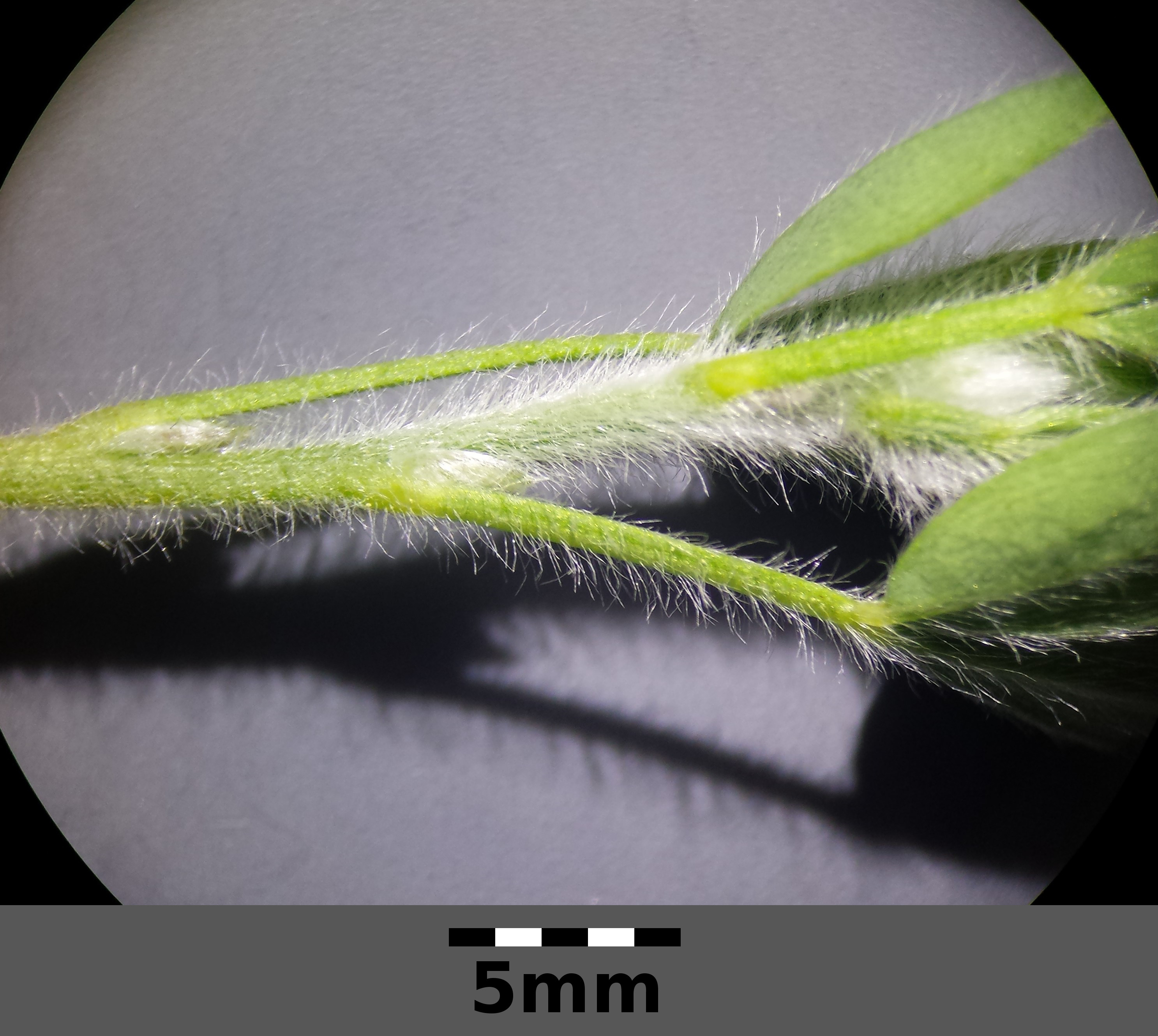
Stängel und Laubblätter sind abstehend zottig behaart

Cytisin ist das Hauptalkaloid der Samen

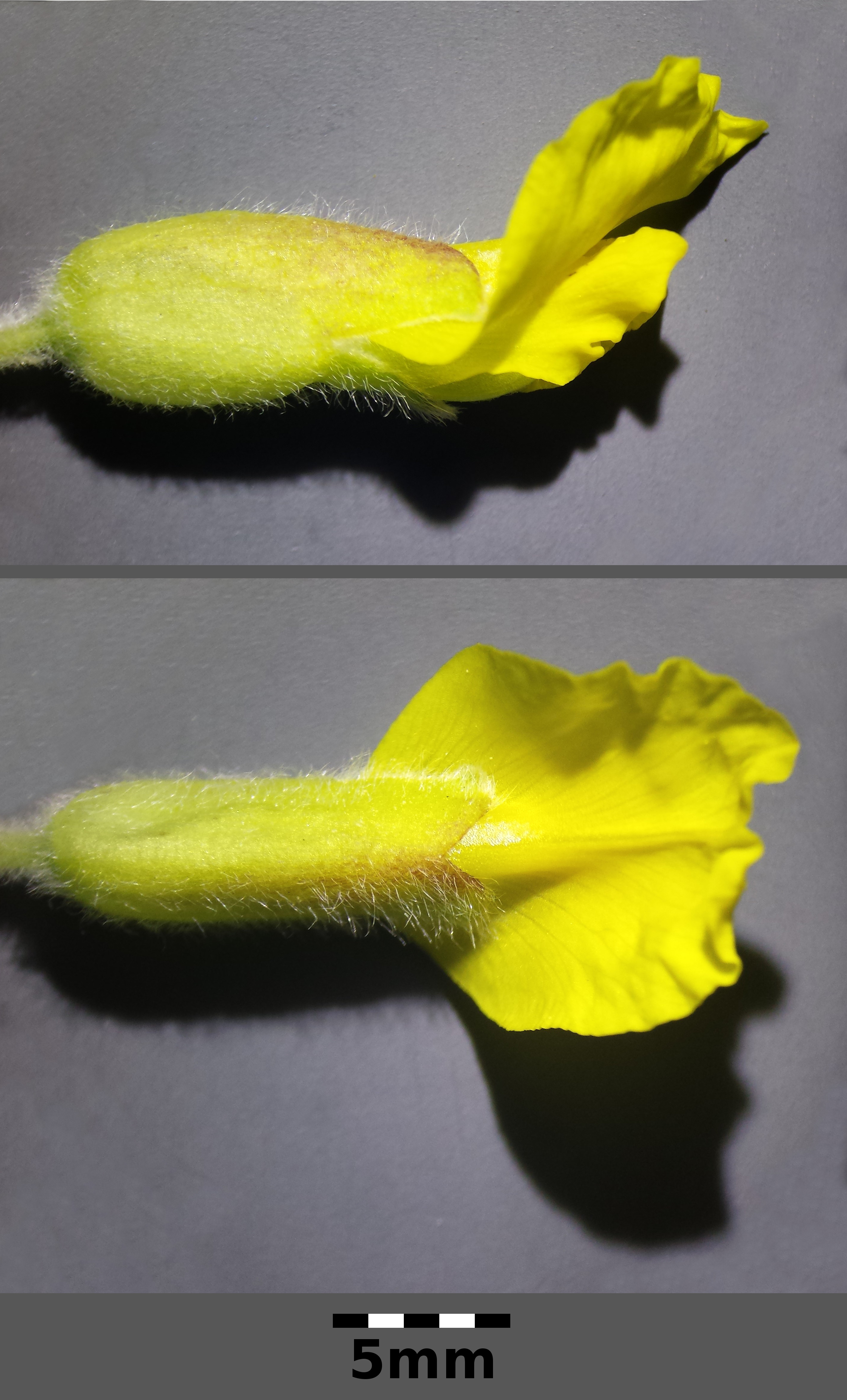
Schmetterlingsblüte: der Kelch ist abstehend behaart, die Fahne kahl

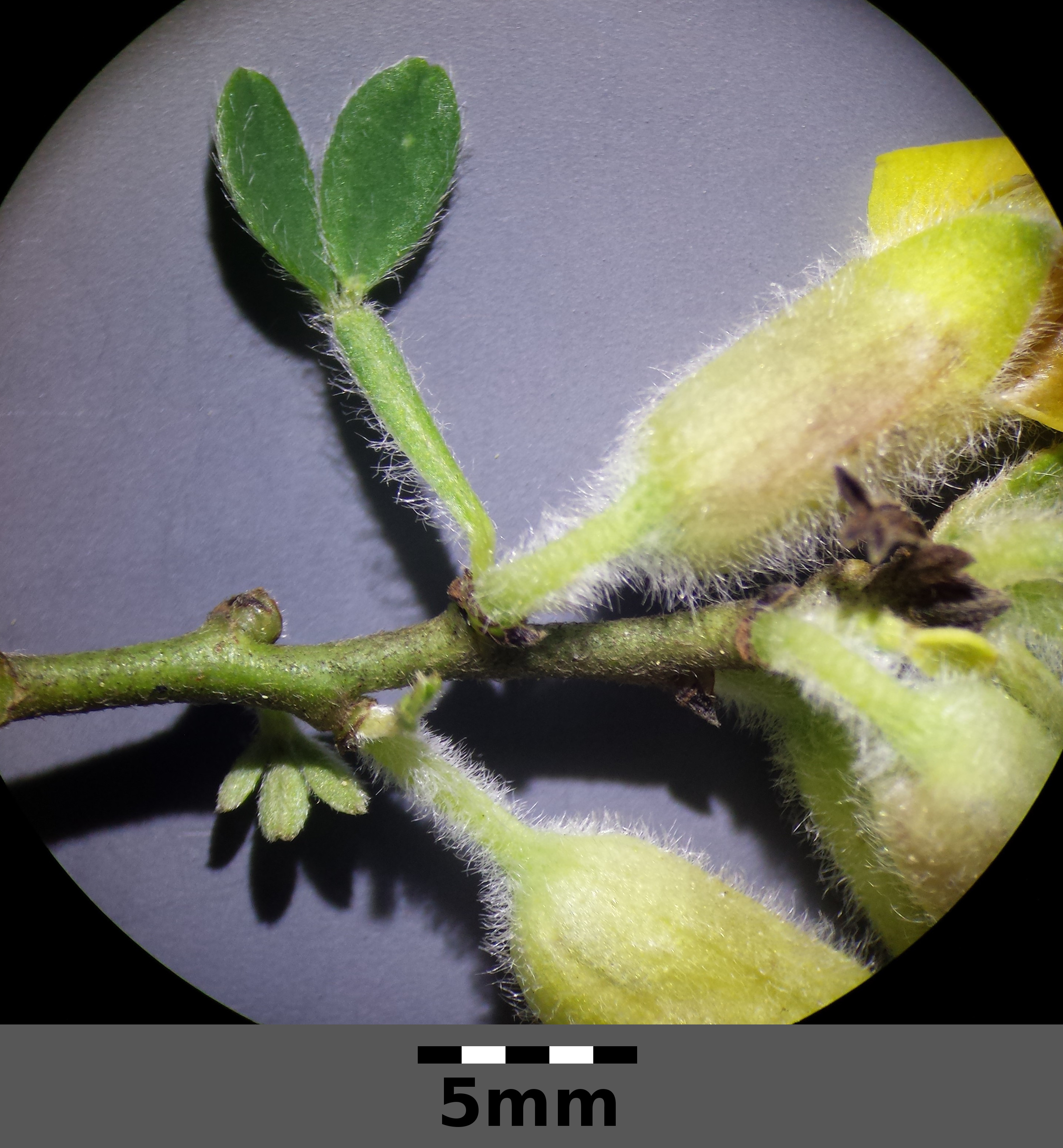
Ab dem zweiten Jahr verkahlen die Äste

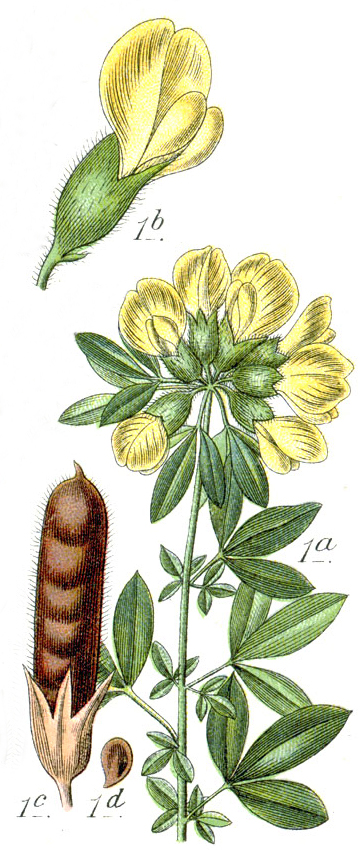
Illustration aus Sturm

### Vegetative Merkmale
Der Kopf-Zwergginster ist ein dornenloser Zwergstrauch, der Wuchshöhen von meist 20 bis 60, selten bis zu maximal 120 Zentimetern erreicht. Die aufsteigenden oder niederliegenden Stängel sind im ersten Jahr zottig behaart und verkahlen im zweiten Jahr. Beim Trocknen werden die Stängel schwarz.
Die wechselständig angeordneten Laubblätter sind in Blattstiel und Blattspreite gegliedert. Die Blattspreite ist dreizählig gefiedert. Die Fiederblättchen sind meist bei einer Länge von 15 bis 35 (10 bis 50) Millimetern sowie einer Breite von meist 7 bis 15 Millimetern verkehrt-eiförmig bis elliptisch, wobei der Blattgrund keilförmig ist. Die Fiederblättchen sind auf beiden Seiten zottig behaart, wobei die Oberseite verkahlen kann.
Die Seitenknospen sind 2 bis 3 Millimeter lang und dicht behaart. Sie werden nicht vom Blattgrund verdeckt. Das Tragblatt und die Vorblätter der Knospen sind wintergrün.

### Blütenstand und Blüte
Es gibt zwei Blühphasen: Die Frühjahrsblüten erscheinen im April und Mai, die Sommerblüten im Juli und August. Die Frühlingsblüten stehen einzeln bis zu dritt an seitenständigen Kurztrieben, die in den Blattachseln der vorjährigen Zweige entspringen. Die Sommerblüten stehen zu zweit bis sechst, selten bis zu zehnt in kopfigen, endständigen traubigen Blütenständen an den diesjährigen Langtrieben. Die Blütenstiele sind kurz und zottig behaart.
Die zwittrigen Blüten sind zygomorph und fünfzählig mit doppelter Blütenhülle. Der Kelch ist 12 bis 14 Millimeter lang und abstehend weich behaart. Die Unterlippe des Kelchs ist länger als breit; die Kelchzähne sind spitz und zurückgebogen. Die Blütenkronen haben den typischen Aufbau einer Schmetterlingsblüte. Die Krone ist gelb und bei den Frühlingsblüten 17 bis 21, bei den Sommerblüten 20 bis 25 Millimeter lang. Die Fahne hat oft einen rot-braunen Fleck und ist meist kahl, oder ist nur in der Mitte bewimpert. Flügel und Schiffchen sind kahl und deutlich kürzer als die Fahne.

### Frucht und Samen
Die bei der Reife schwarz werdende Hülsenfrucht ist 20 bis 30 Millimeter lang sowie 5 bis 6 Millimeter breit und abstehend zottig behaart. Die Samen sind 2,5 bis 3,5 Millimeter lang, flach und von glänzend rot-gelber bis brauner Farbe.

### Chromosomensatz
Die Chromosomengrundzahl beträgt x = 12; es kommt Tetra- und Octoploidie vor mit Chromosomenzahlen von 2n = 48 oder 96.

### Inhaltsstoffe
Alle Pflanzenteile, besonders die Samen, sind durch ihre Chinolizidinalkaloide giftig. In den krautigen Pflanzenteilen beträgt der Anteil 0,3 bis 0,5 Gewichtsprozent, davon entfallen auf Lupanin 57 bis 63 %, auf Spartein 0 bis 25 % und auf Anagyrin 0 bis 16 %. Das Hauptalkaloid der Samen ist Cytisin.

## Ökologie
Beim Kopf-Zwergginster handelt es sich um einen skleromorphen Nanophanerophyten oder verholzenden Chamaephyten.
Die Bestäubung erfolgt durch Hummeln. Bei der Fruchtreife trocknen die Hülsenfrüchte aus, springen auf und verstreuen die Samen. Die Samen werden dann von Ameisen ausgebreitet.
Die Raupen des Regensburger Gelbling (Colias myrmidone) ernähren sich ausschließlich vom Kopf-Zwergginster und dem verwandten Regensburger Zwergginster.

## Vorkommen
Cytisus supinus ist in Mittel- und Südeuropa verbreitet. Das Verbreitungsgebiet reicht von Frankreich über das Donaugebiet, die nördlichen Balkanländer bis zum Schwarzen Meer. Diese Verbreitung wird als pontisch bezeichnet.
In Deutschland ist der Kopf-Zwergginster nur in Bayern (Donautal) heimisch, in Brandenburg (Oder- und Haveltal) und Thüringen (Creuzburg, Mühlhausen) ist sie eingeschleppt worden (Neophyt), ebenso im Raum Mannheim. In Österreich fehlt sie in Tirol und Vorarlberg. Im pannonischen Gebiet ist der Kopf-Zwergginster häufig, ansonsten selten.
Der Kopf-Zwergginster wächst in warmtrockenen Wäldern (Föhren- und Eichen-Wälder), in Heiden, Säumen und Halbtrockenrasen. Er wächst auf trockenen, lehmigen und felsigen Hängen und Böschungen und meidet Kalkböden. Er kommt nur bis in die (unter)montane Höhenstufe vor. Im Bayerischen Wald steigt er bis in Höhenlagen von 630 Metern, in Niederösterreich bis 950 Metern. Er ist vor allem in den Pflanzengesellschaften des Cytiso supini-Callunetum und Cytiso nigricantis-Pinetum zu finden, kommt aber auch in Pflanzengesellschaften des Verbands Geranion sanguinei oder des Unterverbands Genisto-Quercenion vor.
Die ökologischen Zeigerwerte nach Landolt et al. 2010 sind in der Schweiz: Feuchtezahl F = 1+ (trocken), Lichtzahl L = 3 (halbschattig), Reaktionszahl R = 4 (neutral bis basisch), Temperaturzahl T = 4+ (warm-kollin), Nährstoffzahl N = 2 (nährstoffarm), Kontinentalitätszahl K = 4 (subkontinental).

## Taxonomie
Die Erstveröffentlichung erfolgte 1753 unter dem Namen (Basionym) Cytisus supinus durch Carl von Linné. Die Neukombination zu Chamaecytisus supinus (L.) Link wurde 1831 durch Johann Heinrich Friedrich Link in Handbuch zur Erkennung der nutzbarsten und am häufigsten vorkommenden Gewächse, 2, S. 155 veröffentlicht. Das Artepitheton supinus bedeutet „rückwärts gebogen“ oder „sanft ansteigend“.